# Smaljavitsjy rajon
Rajon Smaljavitsjy (Wit-Russisch: Смалявіцкі раён; Russisch: Смолевичский район, Smolevitsji Rajon), is een administratieve onderverdeling op het tweede niveau (rajon) van Wit-Rusland in de oblast Minsk. De zetel is de stad Smaljavitsjy. Echter is de meest bevolkte stad Zjodino. De rajon werd gesticht op 17 juli 1924.

## Geografie
De rajon Smaljavitsjy, gelegen in het noordoosten van het oblast, grenst aan de rajons Minsk, Lahoysk, Barysaw en Chervyen. De internationale luchthaven van Minsk ligt op het grondgebied. De rajon wordt doorkruist door de snelweg M1, onderdeel van de Europese weg E30.

### Belangrijkste nederzettingen
| Naam         | Wit-Russisch | Russisch  | Inwonersaantal |
| ------------ | ------------ | --------- | -------------- |
| Zjodino      | Жодзіна      | Жодино    | 64.500         |
| Smaljavitsjy | Смалявічы    | Смолевичи | 16.600         |